# Йънг Тъг
Йънг Тъг (на английски: Young Thug) е американски хип-хоп изпълнител от Атланта, Джорджия, роден на 16 август 1991 г. Твори в типичния за региона си южняшки хип-хоп, също като повечето от рапърите, с които колаборира – Рич Хоуми Куан, Гучи Мейн, Йънг Скуутър, Шай Глизи, Мигос и др.
Придобива огромна популярност през 2014 година с преиздаването на сингъла Stoner, а впоследствие през 2015 година затвърждава успеха си със седмия си микстейп – Barter 6 и супер успешни песни като With That, Check, Best Friend и други. Отличава се не толкова с качеството на текстовете си, колкото с неподражаемия си и странен стил, както и харизматичната си персона.
Young Thug определя като свой идол и изпълнител оказал му най-голямо влияние – Лил Уейн.

## Дискография

### Студийни албуми
- So Much Fun (2019)
- Slime Language 2 (2021)
- Punk (2021)

### Микстейпове
- Barter 6 (2015)
- I'm Up (2016)
- Slime Season 3 (2016)
- Jeffery (2016)
- Beautiful Thugger Girls (2017)

### EP
- Young Martha (2017) (с Carnage)
- Hear No Evil (2018)

### Сингли
- Stoner (2013)
- Loaded (2013) с ПийУи Лонгуей
- Hundreds (2014) с участието на Мийк Мил
- Some More (2014)
- Danny Glover (2014)
- Danny Glover (Remix) (2014) с участието на Ники Минаж
- Pussy-Ass Bitch (2014) с участието на Ферари Феръл
- Bossy (2014) с участието на Слъг
- Bricks (Like a Project) (2014) с Гучи Мейн
- Eww (Eww Eww) (2014)
- Every Morning (2014) със Скули
- Old English (2014) с Фреди Гибс & Ейсап Фърг
- Check (2015)
- Paradise (2015)
- Pacifier (2015)
- Best Friend (2015)
- Hercules (2015)
- Fuck Cancer (2016) с участието на Куейво
- Worth It (2016)
- Digits (2016) с участието на Мийк Мил
- Gangster Shit (2016)
- Pick Up the Phone (2016) с Травис Скот, с участието на Куейво